# Meister der Marienkrönung

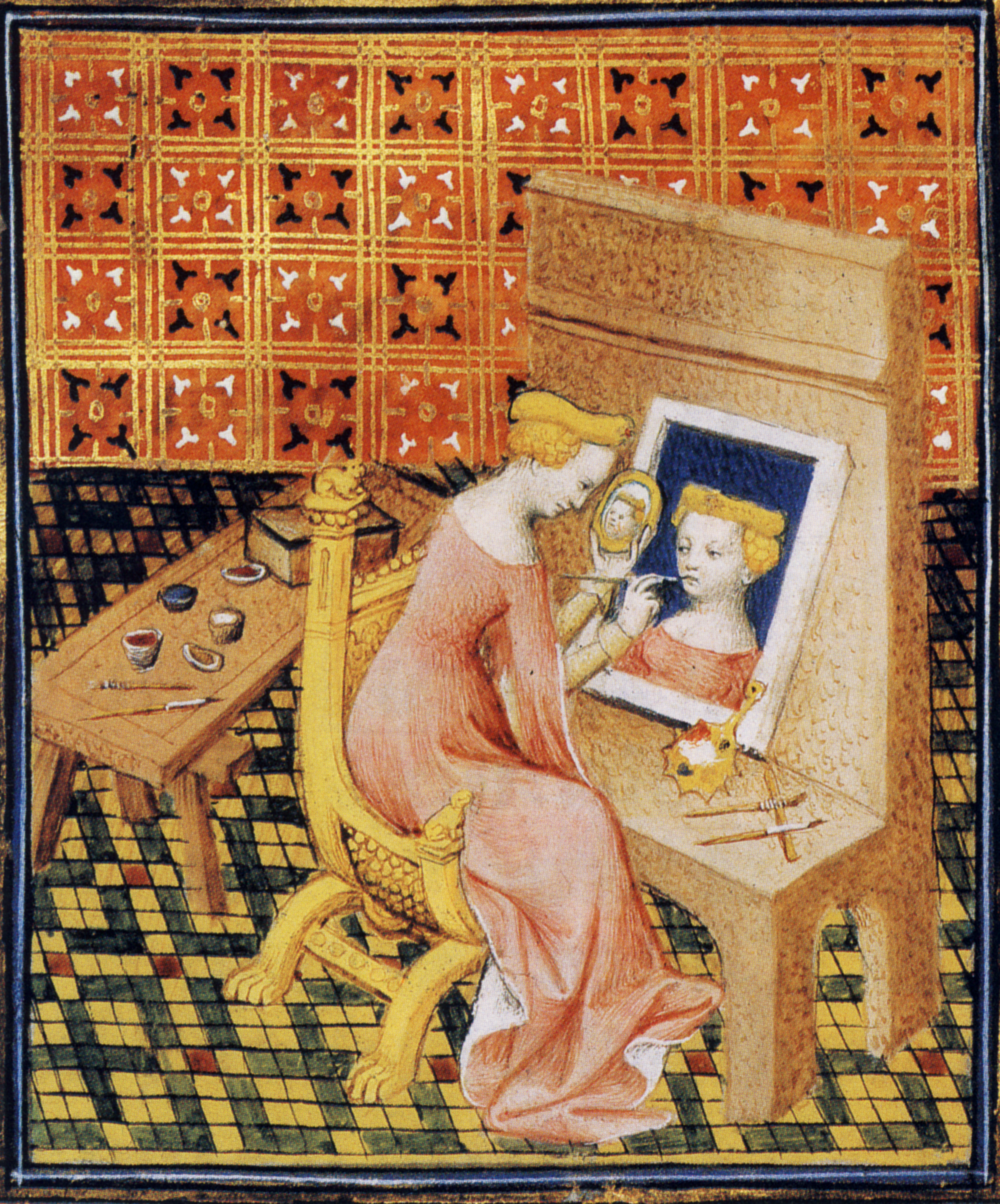
De mulieribus claris (BNF Fr.12420), um 1403: Marcia

Der Meister der Marienkrönung (franz.: Maître du Couronnement de la Vierge oder Maître des Femmes nobles et renommées; engl. Master of the Coronation of the Virgin oder Master of the Boccaccio of Philip the Bold) ist der Notname für einen Buchmaler, der zwischen etwa 1399 und 1405 in Paris tätig war. Er führte Stileigenheiten der italienischen Kunst ein. Seinen hier benutzten Namen erhielt er nach der Darstellung der Marienkrönung am Anfang eines Manuskripts der Legenda aurea (BNF, Fr.242). Ihm werden sowohl Buchmalereien als auch Tafelgemälde zugeschrieben. Er gilt als einer der Vorläufer oder sogar Lehrer der innovativen Pariser Gruppe von Buchmalern um den Boucicaut-Meister.

## Kunsthistorische Charakterisierung

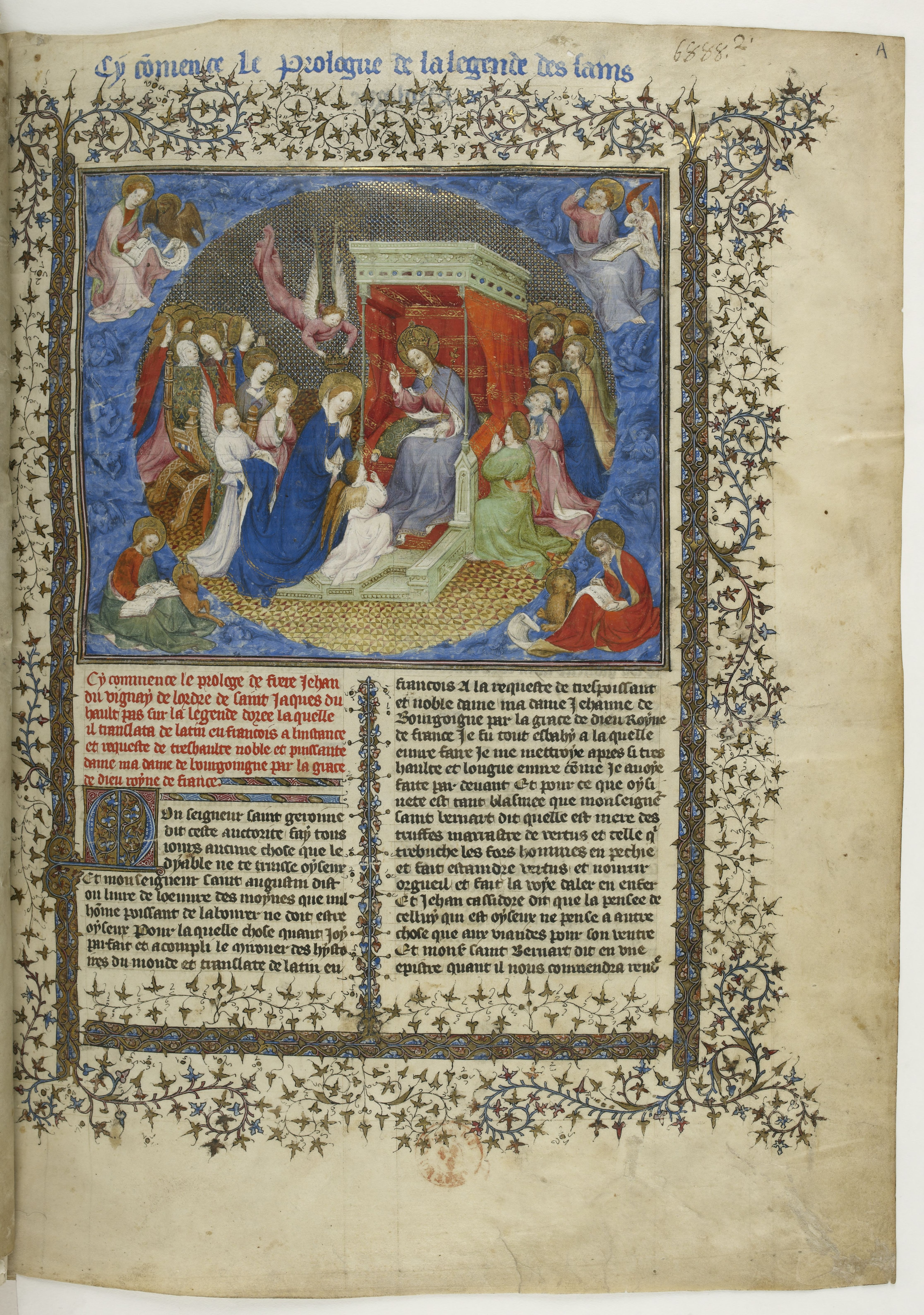
Darstellung der Marienkrönung im Manuskripts der Legenda aurea (BNF, Fr.242)

Die Namenskonvention wurde von Millard Meiss geschaffen, indem er die von Bella Martens unter dem Namen Meister von 1402 zusammengefassten Werke aufgriff, deren Miniaturen er von der Hand des Maître des Clères Femmes unterschied. Der Notname stammt von einer Miniatur des Frontispizes eines Manuskripts der Legenda aurea (BNF, Fr.242), die er 1402 malte.
Der Künstler gehörte zu einer Gruppe von Buchmalern aus den Niederlanden, die zwischen etwa 1390 und 1422 in Paris arbeiteten und häufiger Aufträge des italienischen Buchhändlers und Kaufmanns Jacopo Rapondi, des Bruders von Dino Rapondi, erhielten, die dann für Angehörige des Hochadels wie den Herzog von Berry und Philipp den Kühnen von Burgund bestimmt waren. Für Philipp den Kühnen illustrierte der Meister der Marienkrönung eine französische Übersetzung von Giovanni Boccaccio: De mulieribus claris (BNF Fr.12420), die zu seinen Hauptwerken gezählt wird. Nach dem Titel der Handschrift als Des Femmes nobles et renommées wurden weitere Notnamen gebildet: Maître des Femmes nobles et renommées nach Patrick de Winter oder Master of the Boccaccio of Philip the Bold nach Charles Sterling.
Der Maler zeigt eine lebhafte Zeichnung, eine anspruchsvolle Chromatik und schildert Figuren mit dynamischer Ausstrahlung. Als einer der ersten um 1400 in Frankreich versucht er, seinen Kompositionen eine räumliche Tiefe zu geben. Er verwendet manchmal eine von der Grisaille stark abweichende Technik.

## Bilder in Manuskripten
- Legende des Heiligen Voult von Lucca (Légende de saint Voult de Lucques), Manuskript (um 1400), das möglicherweise für eine Kapelle in der Kirche Saint-Sépulcre in Paris bestimmt war. Hier eine einleitende Miniatur, die die Stifter, die Brüder Dino und Jacopo Rapondi, darstellt, Vatikanische Apostolische Bibliothek, Cod. Pal.1988
- Le Roman de la Rose und Le Testament, le codicille et les Sept Articles de la foi von Jean de Meung, Miniaturen in Grisaillen und Lavierungen (um 1405), Historische Bibliothek der Universität von Valencia, Ms.387 (1327)
- Legenda aurea von  Jacobus de Voragine, übersetzt von Jean de Vignay, um 1402, Bibliothèque nationale de France, Paris, Fr.242
- Stundenbuch für Nantes, für Guillaume Mauléon, 11 kleine Miniaturen, um 1402, Morgan Library & Museum, New York City, M.515[1]
- Historienbibel von Guyart des Moulins, ein Geschenk von Raoulet d’Auquetonville an den Herzog von Berry, Miniaturen von fol.10 bis 256v und fol.266 bis 542 von der Hand des Meisters der Marienkrönung, in Zusammenarbeit mit dem Premier Maître de la Bible historiale de Jean de Berry, vor 1402, BNF, Fr.159.
- Fleur des histoires de la terre d’Orient von Hayton de Courcy, erworben vom Herzog von Burgund 1403 von Jacopo Rapondi, in Zusammenarbeit mit dem Maître des Clères Femmes, Bibliothèque nationale de France, Fr.12201.
- Le Livre du Chemin de long estude („Buch vom Weg des langen Lernens/Studierens“) von Christine de Pizan, Geschenk der Autorin an Philipp den Kühnen, Miniaturen in Grisaillen und Lavierung, um 1402–1403, Königliche Bibliothek von Belgien, Brüssel, Ms.10982
- Le Livre du Chemin de long estude, Geschenk der Autorin an den Herzog von Berry, Miniatur in Grisaillen und Lavierung, um 1402–1403, Bibliothèque nationale de France, Fr.1188.
- Des Femmes nobles et renommées von Boccaccio, bestimmt für Philipp den Kühnen von Burgund, um 1403, Bibliothèque nationale de France, Fr.12420.
- Trésor amoureux, einem Nachfolger zugeschrieben, um 1410 (?), Königliche Bibliothek von Belgien, Ms.11140.

## Tafelgemälde

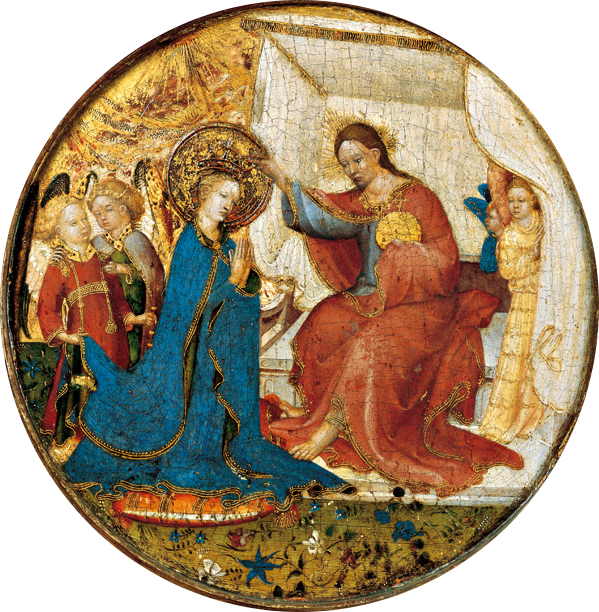
Marienkrönung in der Gemäldegalerie Berlin

- Marienkrönung, Tondo auf Holz, um 1400, Gemäldegalerie, Berlin, Kat. Nr. 1648.
- La Vierge et l'Enfant, saint Jean Baptiste et un ange, Gemälde auf Holz, um 1400, Privatsammlung in Paris.